# Peugeot 504 Coupé et Cabriolet
Les Peugeot 504 Coupé et 504 Cabriolet sont des voitures quatre places du constructeur français Peugeot. Elles sont construites de 1969 à 1983 en collaboration avec le Turinois Pininfarina qui en a conçu l'aspect extérieur avec un empattement réduit de 19 cm par rapport à la berline, et des flanc en dièdre, typique de ses créations à l'époque. Pininfarina a également dessiné un tableau de bord spécifique.
Elles furent restylées légèrement à deux reprises, en 1974 et 1980. On parle de série pour les différencier.

## Histoire
Peu après la sortie des 504 berlines, les versions coupé et cabriolet sont présentées en mars 1969 au Salon de Genève. 
Leurs carrosseries ne reprenaient aucun élément de la berline, Peugeot voulant toucher une clientèle plus bourgeoise.
Dans la continuité des 404 Coupé et Cabriolet, elles étaient produites, à l'exception du châssis et de la mécanique, dans l'usine Pininfarina de Turin. De là, les véhicules semi-finis étaient transportés par train jusqu'à Sochaux pour l'assemblage final, où le châssis, le moteur et la transmission étaient assemblés.
Au début du mois d'août 1983, la fabrication des 504 Coupé et Cabriolet prend fin chez son concepteur Pininfarina, en Italie.
La 504 Coupé ne sera remplacée qu'en 1997 par la 406 Coupé.

### Production

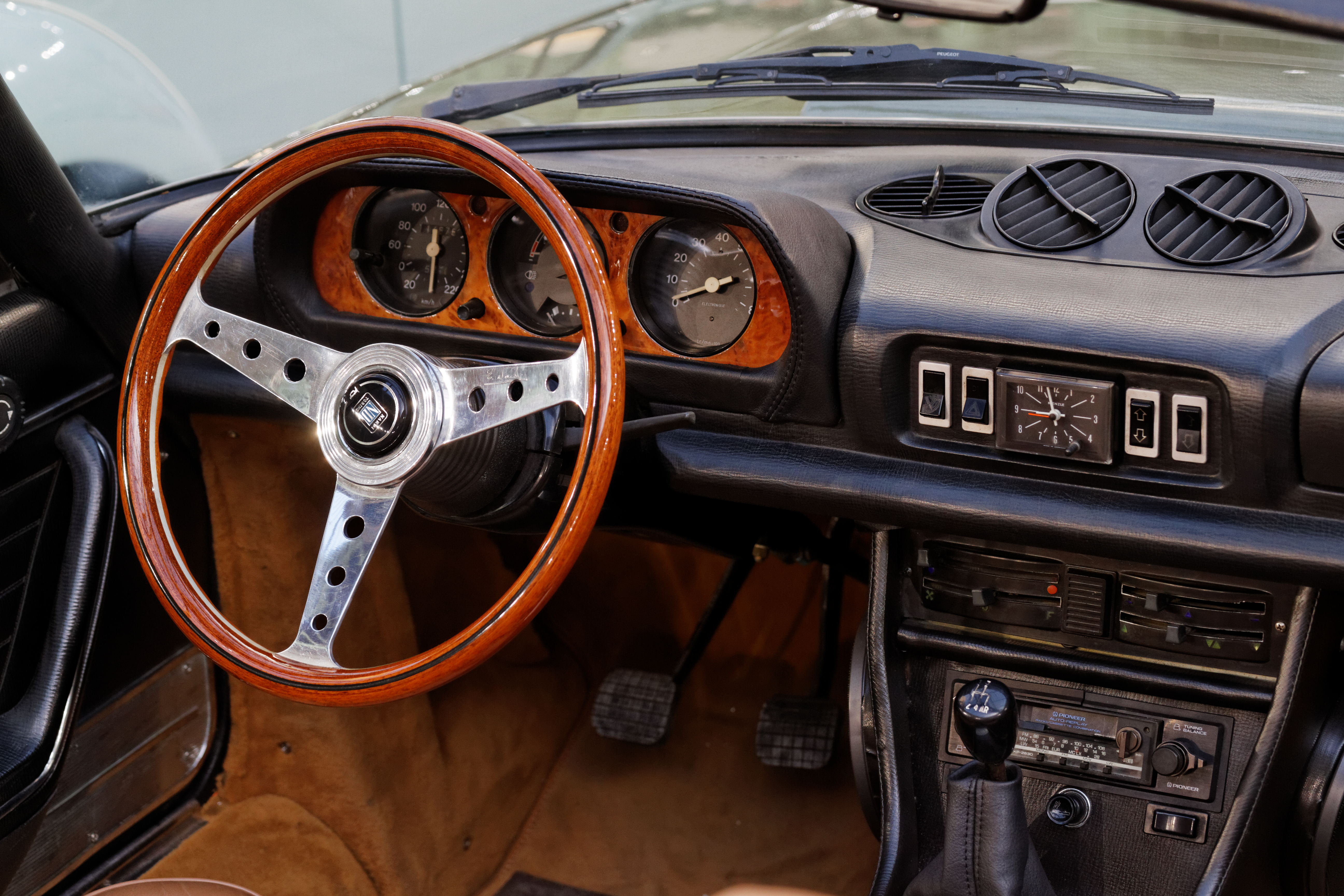
Vue de l'habitacle d'un cabriolet V6 de 1975, avec un volant Nardi.

- Cabriolet 4 cylindres boîte 4 : 5 848 ex.
- Cabriolet 4 cylindres boîte 5 : 1 071 ex.
- Cabriolet 4 cylindres boîte auto : 292 ex.
- Cabriolet V6 : 977 ex.
- Coupé 4 cylindres boîte manuelle : 14 583 ex.
- Coupé 4 cylindres boîte auto : 2 163 ex.
- Coupé V6 à carburateurs : 4 472 ex.
- Coupé V6 injection : 1 757 ex.

Les 504 Coupé et Cabriolet se sont vendues au total à 31 163 exemplaires.

## Design
Le design est l'œuvre du carrossier italien Pininfarina. Contrairement aux contraintes fixées pour la 403 cabriolet, Pininfarina a pu s'écarter résolument des lignes de la berline en basant les deux versions, coupé et cabriolet, sur une nouvelle plateforme qui reprenait celle de la berline mais avec un empattement raccourci.
La carrosserie est à trois volumes (coffre nettement séparé) à la ligne filante. La calandre de la première série comporte quatre feux rectangulaires tandis que les feux arrière sont en forme de griffes. La version Cabriolet diffère uniquement au niveau du toit qui est remplacé par une capote en toile noire. 
Le véhicule étant destiné à un public plus bourgeois que sportif, le tableau de bord des premières versions ne contient pas de compte-tours. Ce dernier n'apparaîtra qu'en 1970.
En septembre 1974, les 504 Coupé et Cabriolet bénéficient d'un léger restylage au niveau de la calandre, des feux avant (une seule optique regroupant les deux feux rectangulaires) et arrière (également regroupés sous un seul élément allongé). La sellerie est aussi modifiée.
Pour le millésime 1980, Peugeot modernise la carrosserie avec des pare-chocs en polyuréthanne plus enveloppant. Ils sont peints ton caisse pour les modèles métallisés et en noir sur les modèles à peinture opaque. Une très légère retouche esthétique est apportée à la calandre.
En octobre 1981, le combiné d'instruments est amélioré (5 cadrans au lieu de 3) et le Coupé V6 est doté de nouvelles jantes en alliage avec pneus TRX.

Vues de Peugeot 504 coupé et cabriolet
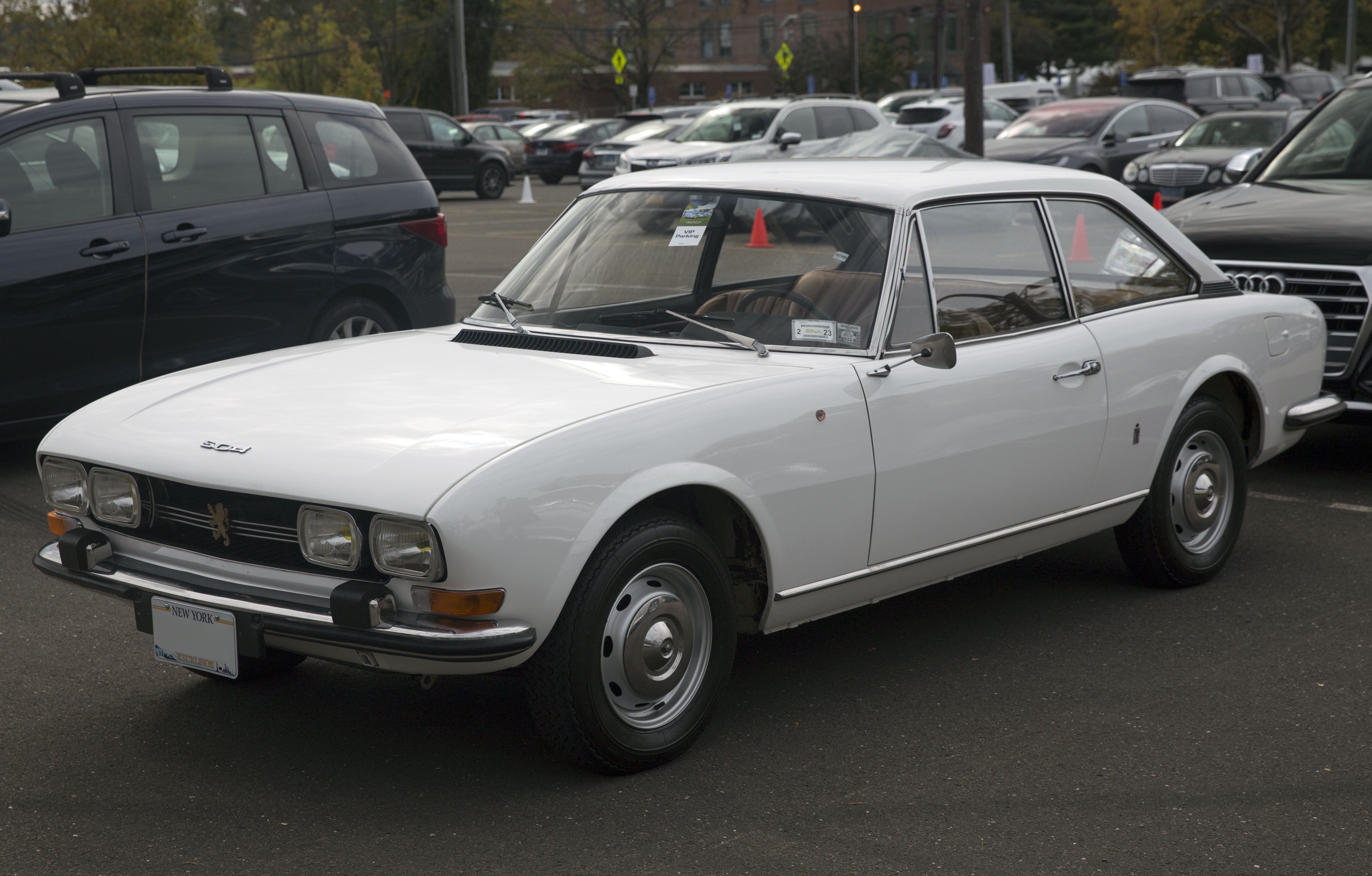
Coupé 1969 (série 1).
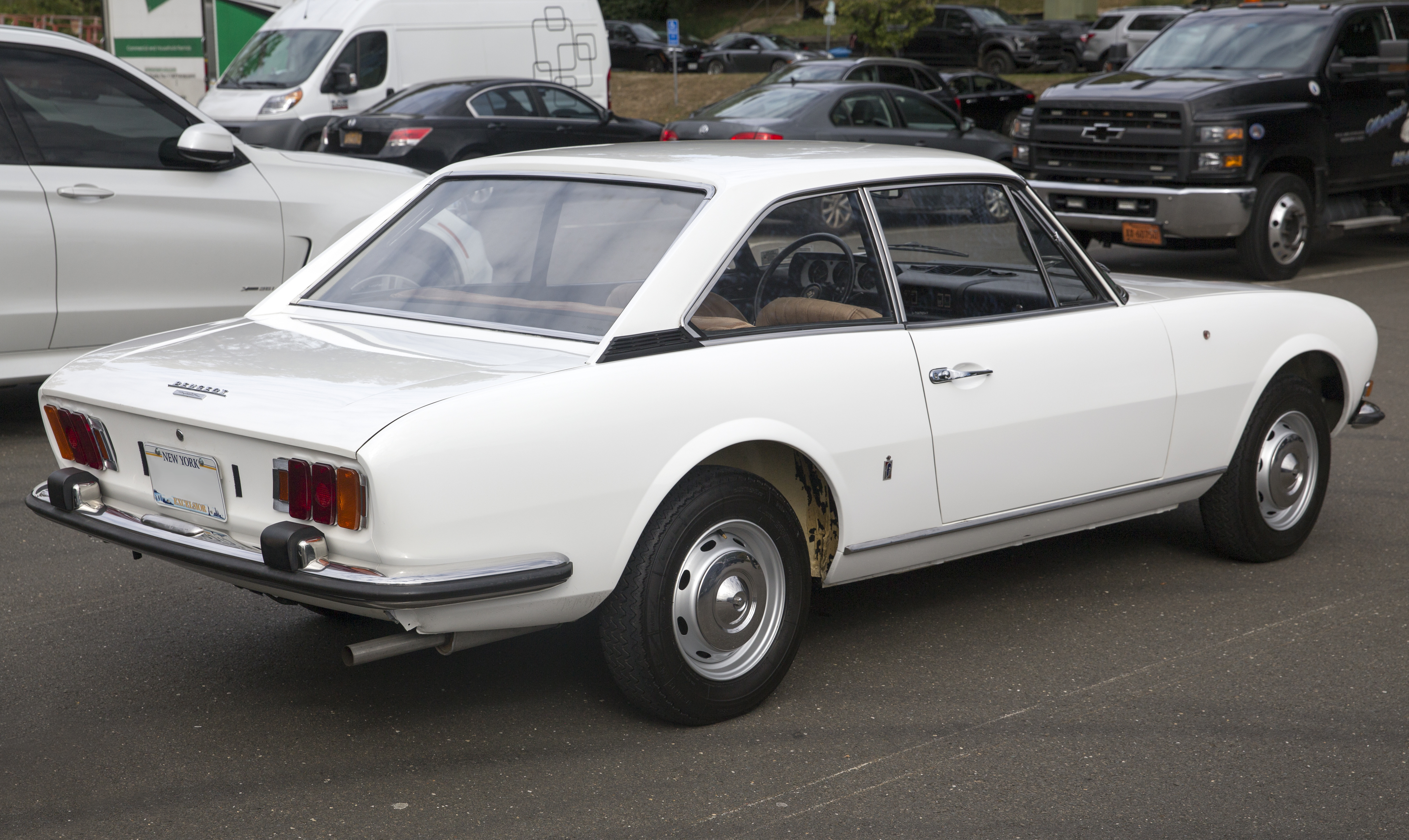
Coupé 1969 (série 1).
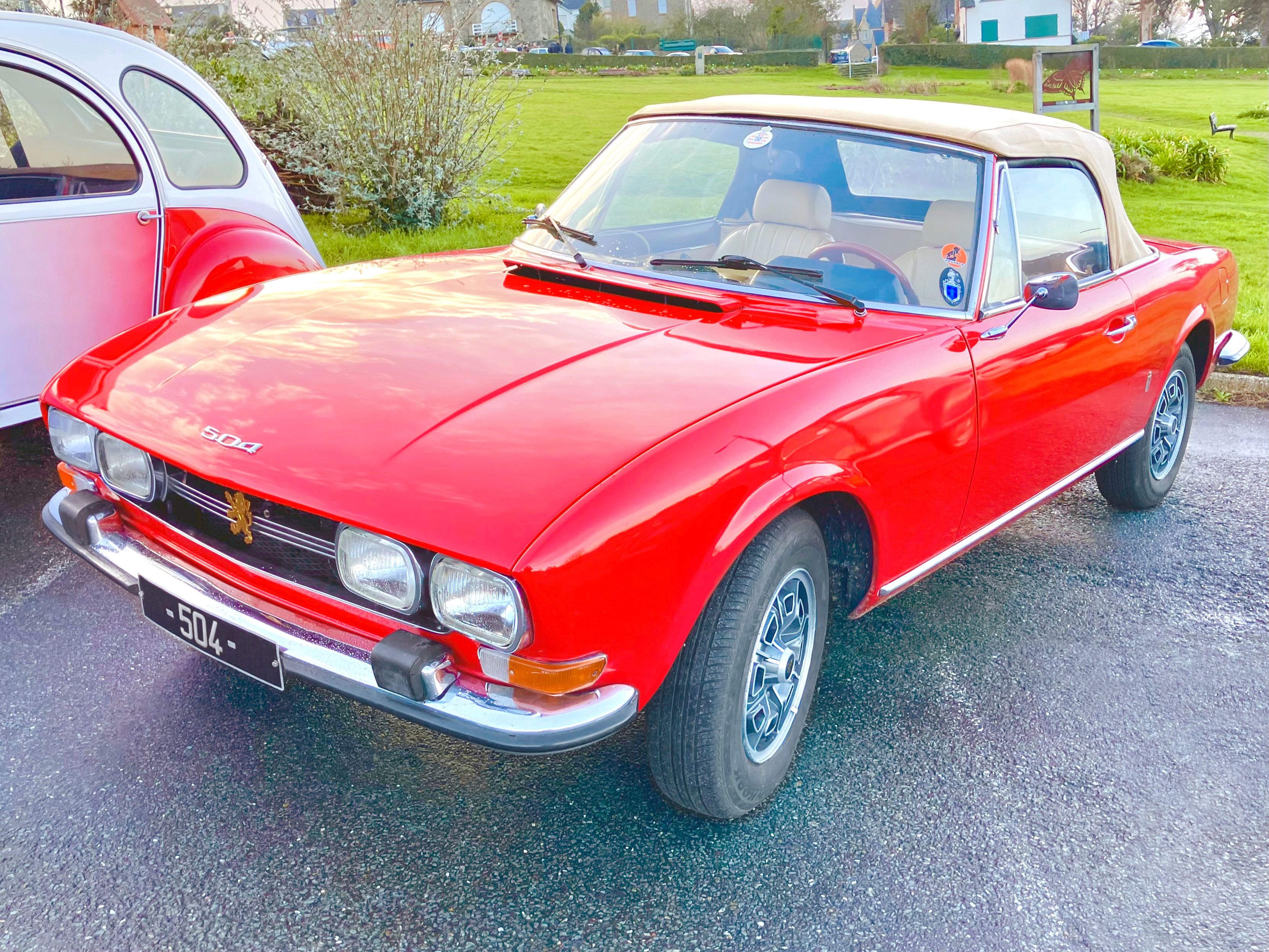
Cabriolet (série 1)…
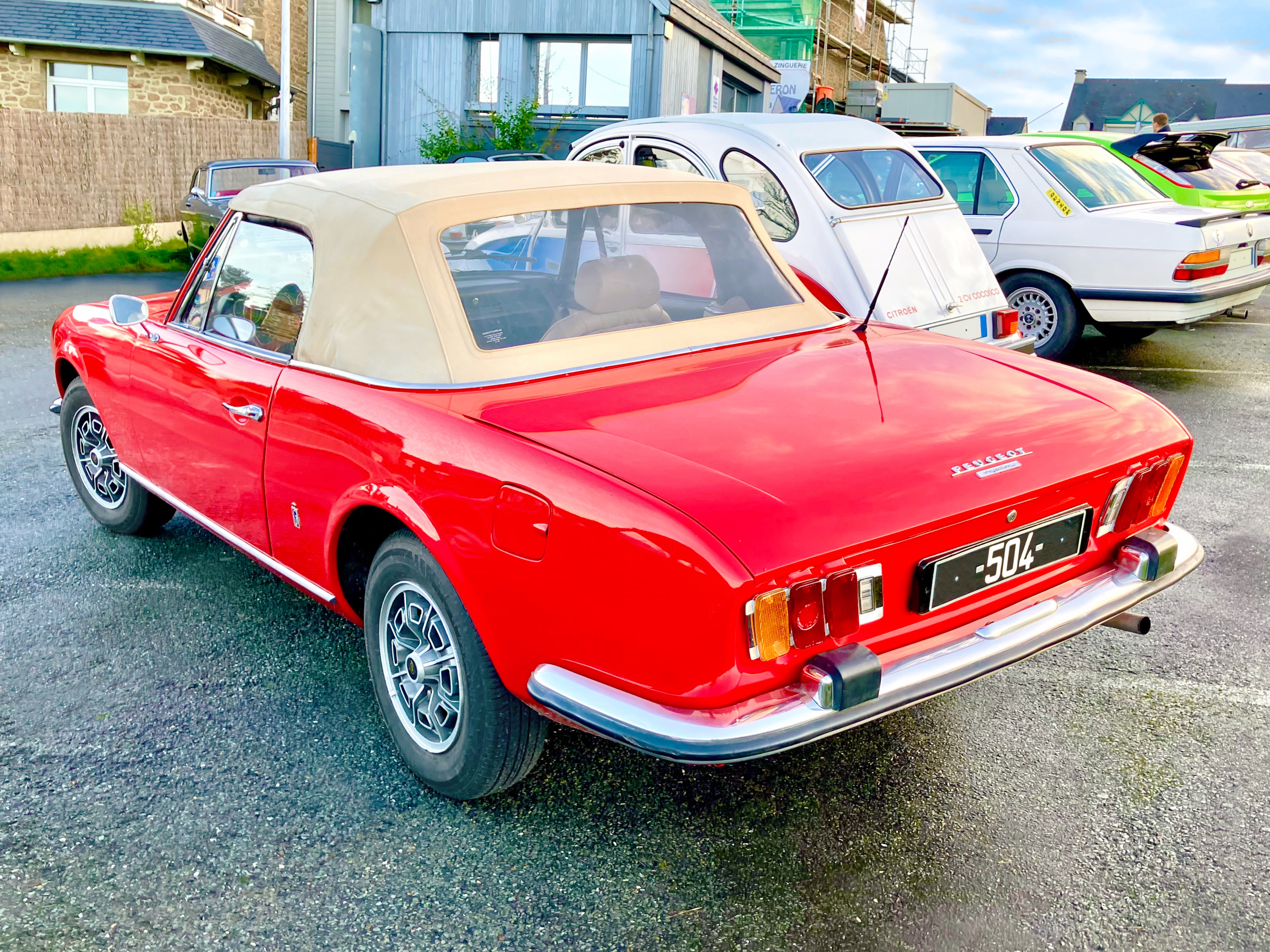
… équipé de jantes Dunlop.
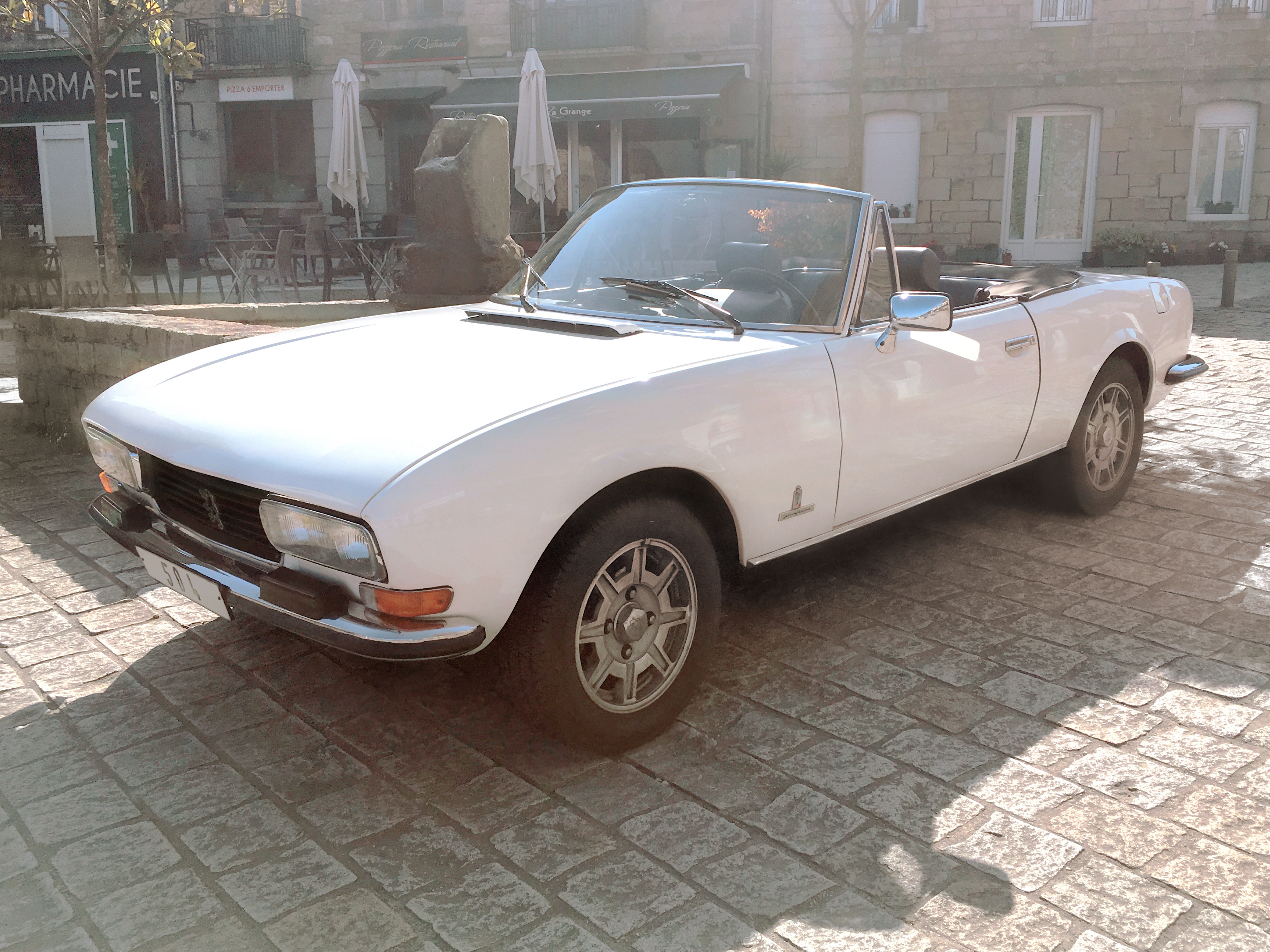
Cabriolet (série 2) avec des jantes Michelin.
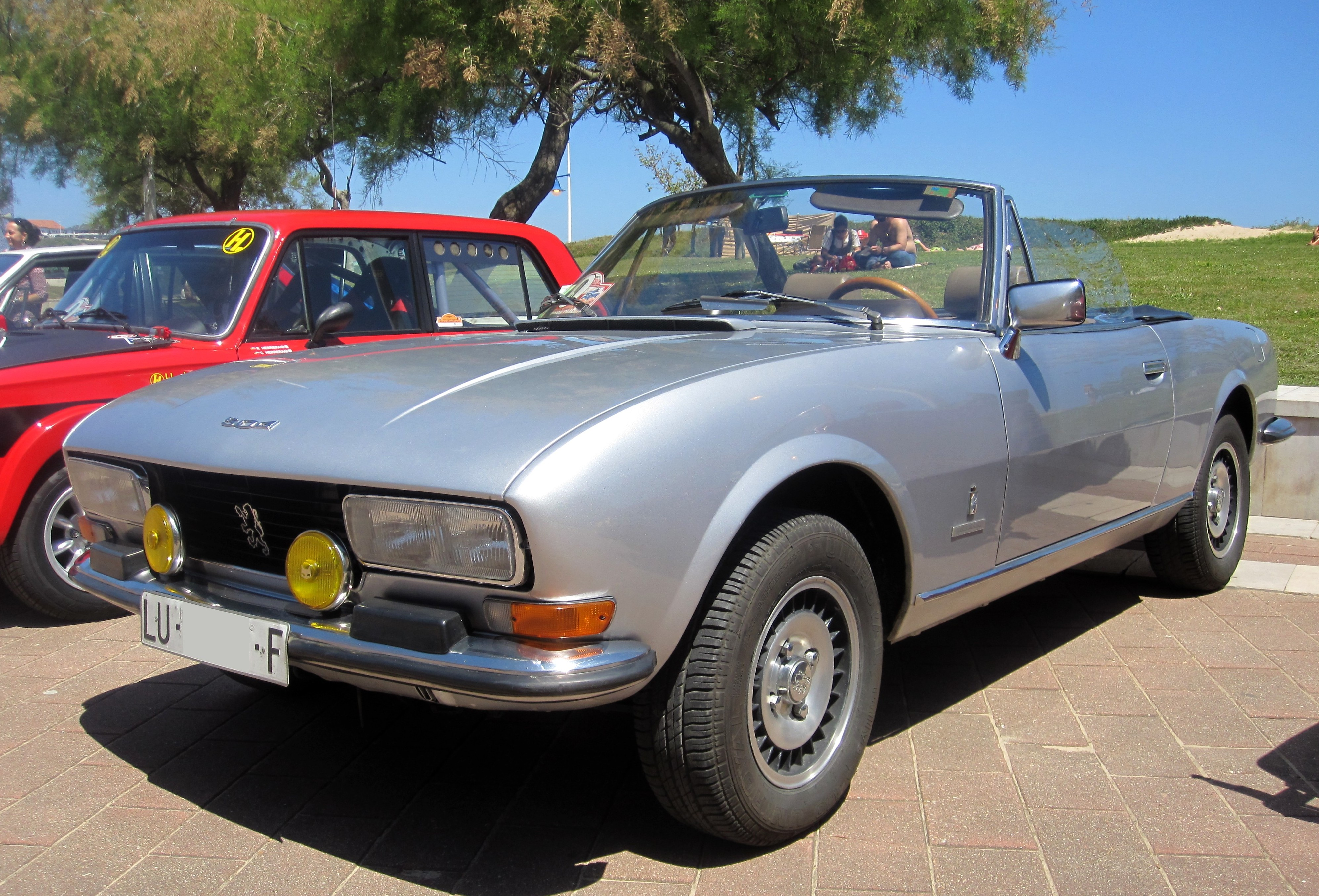
Une série 2 de 1981 équipée de jantes en aluminum Delta Mics 6Jx14H2.
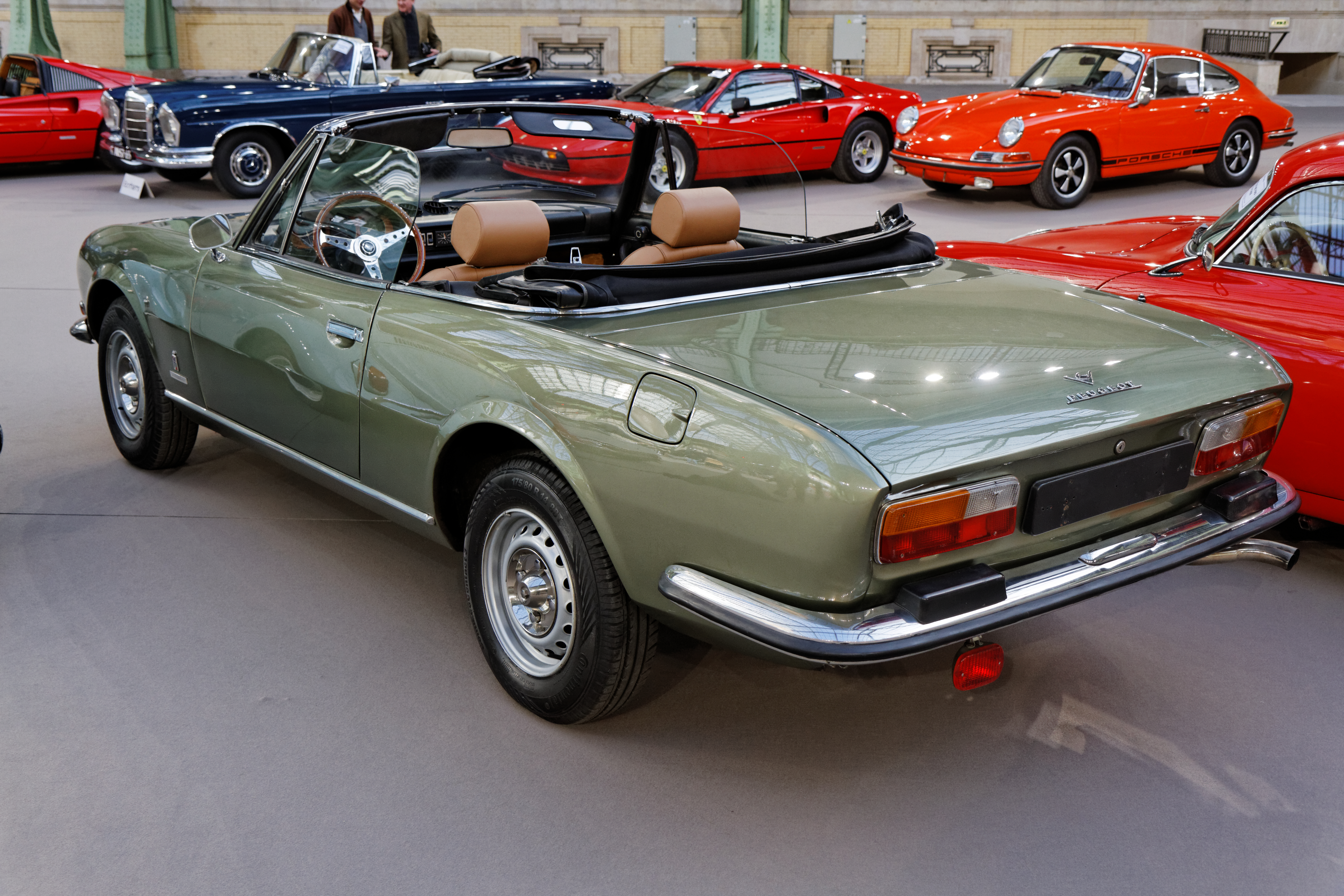
Cabriolet 1975 (série 2).
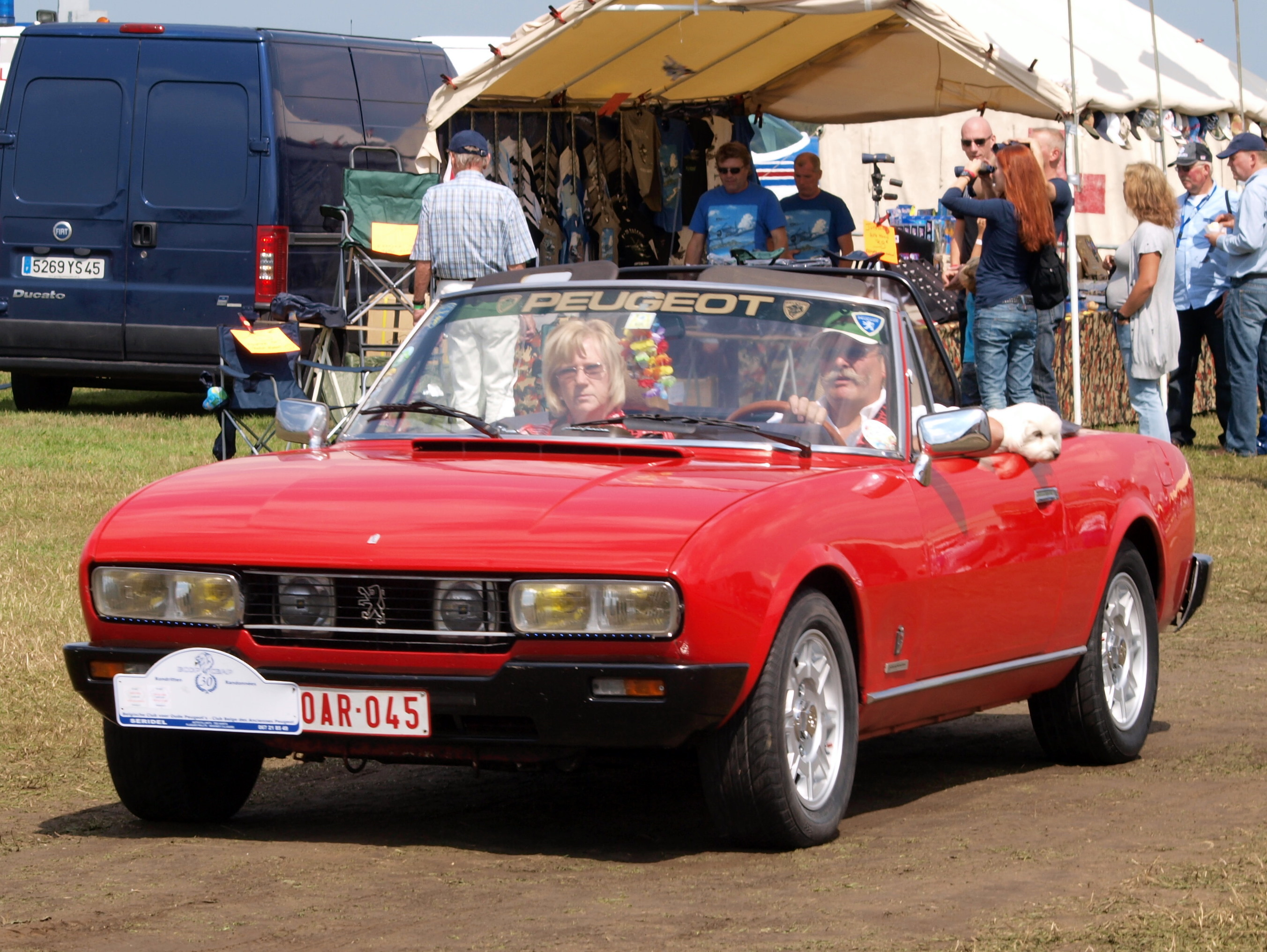
Cabriolet (série 3).
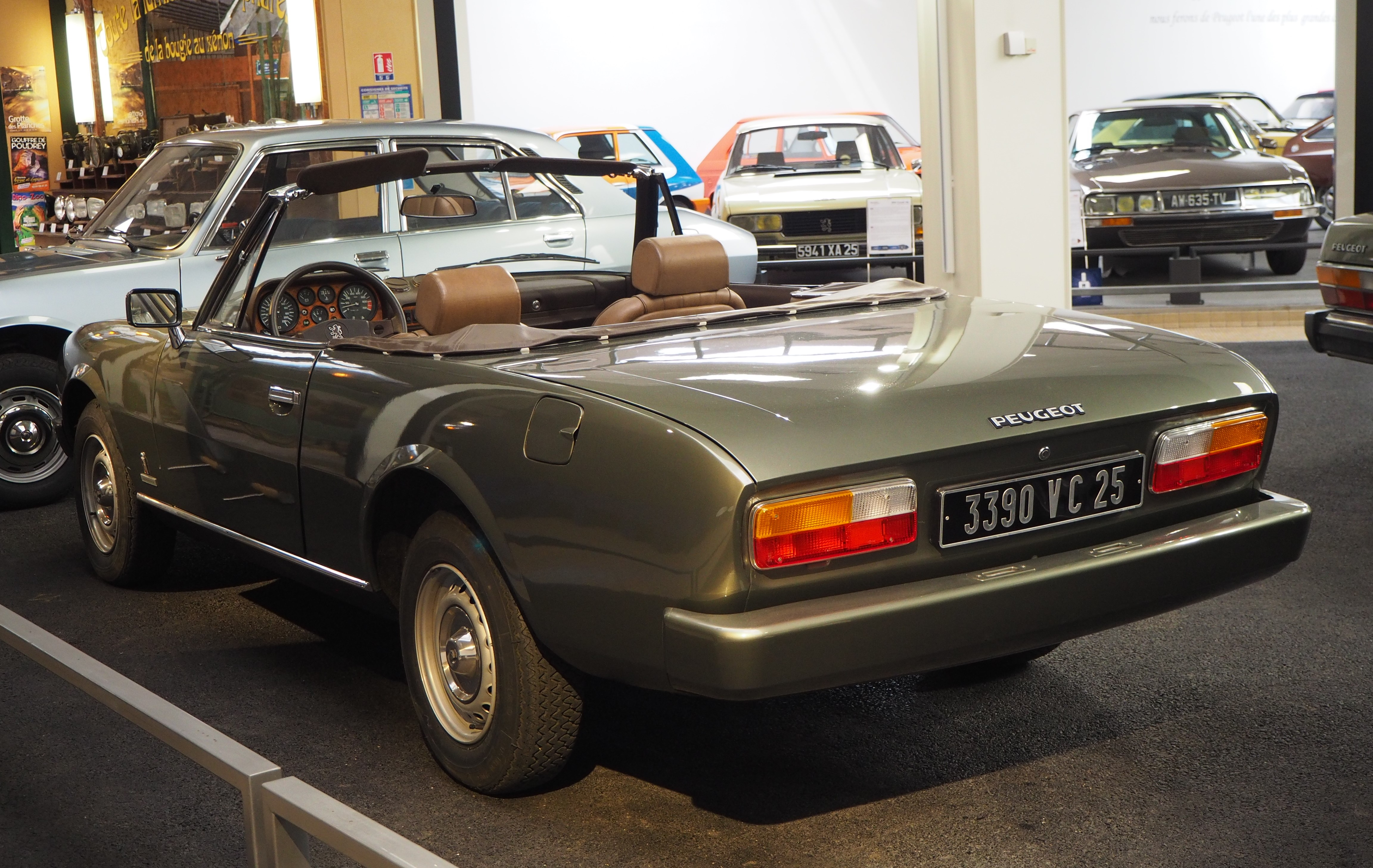
Cabriolet (série 3).

## Caractéristiques techniques

### Motorisations

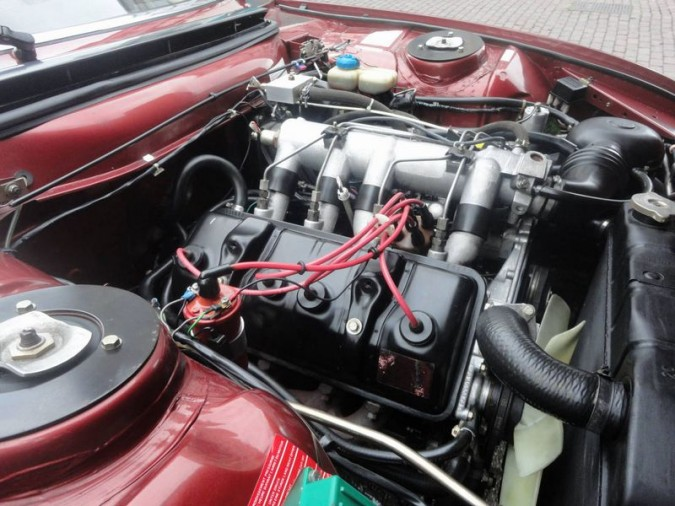
Moteur XN2 injection dans une 504 cabriolet de 1983.

Comme pour tous les coupés/cabriolets de la marque, dérivés des berlines, 203, 403, 404, 204 et 304, Peugeot décide de réutiliser le même moteur que celui de la berline.
Les 504 Coupé et Cabriolet ne sont donc disponibles, lors de leur lancement, qu'avec une seule motorisation, le quatre cylindres en ligne Peugeot de 1,8 litre avec injection mécanique Kugelfischer (moteur XM avec pompe KF6, PL 004.104.03), développant une puissance de 97 ch DIN (103 ch SAE). La transmission est assurée par une boîte de vitesses manuelle à seulement 4 rapports et le levier est au plancher.
En fin d'année 1970, le moteur XM-KF6 (de 1,8 l) aux performances jugées insuffisantes est remplacé par un moteur de 2,0 litres (le XN2) toujours à injection mécanique Kugelfischer (pompe KF5) développant 104 ch DIN (110 ch SAE), qui est aussi monté sur la berline. Bien que ne produisant que quelques chevaux de plus que celui de 1,8 litre, son couple est considérablement plus élevé. Cela s'harmonisait particulièrement bien avec la transmission automatique à trois vitesses de ZF (type 3 HP 12) désormais disponible en option. Mais en 1973, cette option n'est plus disponible que sur la version Coupé.
En septembre 1974, les 504 Coupé et Cabriolet sont les premières Peugeot à adopter le moteur PRV à 6 cylindres en V de 2 664 cm3 (alésage/course de 88 mm × 73 mm) à deux carburateurs, un simple et un double corps Solex, développant 136 ch à 5 750 tr/min (150 ch SAE). A cette occasion, la motorisation 2,0 litres disparaît. La boîte de vitesses automatique associée est une GMS, elle reste une option réservée au Coupé.
Les ventes fléchissent car une grande partie de la clientèle n'accepte pas le coût d'achat devenu très élevé et surtout de fonctionnement du V6 PRV à la consommation prohibitive (9,2 l à 90 km/h stabilisé et 16,4 l en ville aux 100 km). En conséquence, en 1978, le constructeur revient sur ses choix et propose à nouveau une version équipée du moteur 2 litres injection porté à 106 ch grâce à un taux de compression augmenté. Peugeot en profite pour doter enfin la version V6 de l'injection mécanique Bosch K-Jetronic afin de baisser sensiblement la consommation tout en portant la puissance à 144 ch avec une boîte mécanique à 5 rapports (la boîte à 4 rapports est encore possible en option en 1978). Les versions équipées du moteur 2 litres devront attendre 1980 pour disposer enfin d'une boîte à 5 rapports.
Tableau récapitulatif :
| Modèle              | Type | Moteur | Cylindrée (cm³) | Alimentation | Puissance maxi CV DIN | Couple maxi | Boîte/ Nbr rapport | Vitesse maxi | Acceler. 0–100 km/h | Consum. (l/100 km) | Année de production | Prix au début en franc |
| 504 Coupé (1.8)     | C02  | XM-KF6 | 1796            | Injection    | 97 ch à 5 500 tr/min  | 140/3000    | BVM 4              | 175          | 12"6                | 10                 | 1969-70             | 24.000                 |
| 504 Cabriolet (1.8) | B02  | XM-KF6 | 1796            | Injection    | 97 ch à 5 500 tr/min  | 140/3000    | BVM 4              | 175          | 12"6                | 10                 | 1969-70             | 23.000                 |
| 504 Coupé (2.0)     | C12  | XN2    | 1971            | Injection    | 104/5200              | 168/3000    | BVM 4              | 179          | 11"2                | -                  | 1970-74             | 25.880                 |
| 504 Coupé (2.0)     | C12  | XN2    | 1971            | Injection    | 106/5200              | 172/3000    | BVM 4              | 179          | -                   | 10                 | 1978-80             | 50.500                 |
| 504 Coupé (2.0)     | C12  | XN2    | 1971            | Injection    | 106/5200              | 172/3000    | BVM 5              | 179          | -                   | -                  | 1980-83             | 70.000                 |
| 504 Coupé (2.0)     | C14  | XN2    | 1971            | Injection    | 104/5200              | 168/3000    | BVA 3              | 170          | -                   | -                  | 1970-74             | -                      |
| 504 Coupé (2.0)     | C14  | XN2    | 1971            | Injection    | 106/5200              | 172/3000    | BVA 3              | 170          | 12"9                | -                  | 1977-83             | -                      |
| 504 Cabriolet (2.0) | B12  | XN2    | 1971            | Injection    | 104/5200              | 168/3000    | BVM 4              | 179          | -                   | -                  | 1970-74             | 24.730                 |
| 504 Cabriolet (2.0) | B12  | XN2    | 1971            | Injection    | 106/5200              | 172/3000    | BVM 4              | 179          | -                   | 10                 | 1978-80             | 50.500                 |
| 504 Cabriolet (2.0) | B12  | XN2    | 1971            | Injection    | 106/5200              | 172/3000    | BVM 5              | 179          | 10"7                | -                  | 1980-83             | 70.000                 |
| 504 Cabriolet (2.0) | B14  | XN2    | 1971            | Injection    | 104/5200              | 168/3000    | BVA 3              | 170          | -                   | -                  | 1971-74             | -                      |
| 504 V6 Coupé        | C31  | ZM     | 2664            | Carburateur  | 136/5750              | 207/3500    | BVM 4              | 186          | 10"5                | 11.9               | 1974-78             | 41.550                 |
| 504 V6 Coupé        | C32  | ZMJ    | 2664            | Injection    | 144/5000              | 221/3000    | BVM 5              | 189          | 10"2                | 11.7               | 1978-83             | 61.500                 |
| 504 V6 Coupé        | C33  | ZM     | 2664            | Carburateur  | 136/5750              | 207/3500    | BVA 3              | 182          | -                   | -                  | 1974-77             | -                      |
| 504 V6 Cabriolet    | B31  | ZM     | 2664            | Carburateur  | 136/5750              | 207/3500    | BVM 4              | 186          | 10"5                | 11.9               | 1974-78             | 40.350                 |

### Châssis, freins et suspensions
Le châssis est une nouvelle plateforme qui reprend celle de la berline mais avec un aspect sportif renforcé. Ainsi l'empattement passe de 2,74 m à 2,55 m et la voie arrière est élargie de 5 cm.
Les quatre roues sont indépendantes et la transmission est à pont arrière.
Les freins sont à disque sur les quatre roues, ventilé à l'avant pour les modèles à moteur V6. 
La monte de pneumatiques est en 175 HR 14 puis 190/65 HR 390 sur le Coupé V6.

## 504 Riviera
En septembre 1971 au salon de l’automobile de Paris, le stand de Pininfarina dévoile un concept nommé Riviera. Elle reprend le design des 504 Coupé et Cabriolet. Elle est considérée comme le premier et le seul break de chasse français.
Une réplique récente de ce break de chasse a été construite en Allemagne et nommée Côte d'Azur. Réalisée à partir d'une 504 V6 Ti de seconde série, elle est de couleur marron avec un toit semi-ouvrant en toile.

## 504 Coupé Sport USA

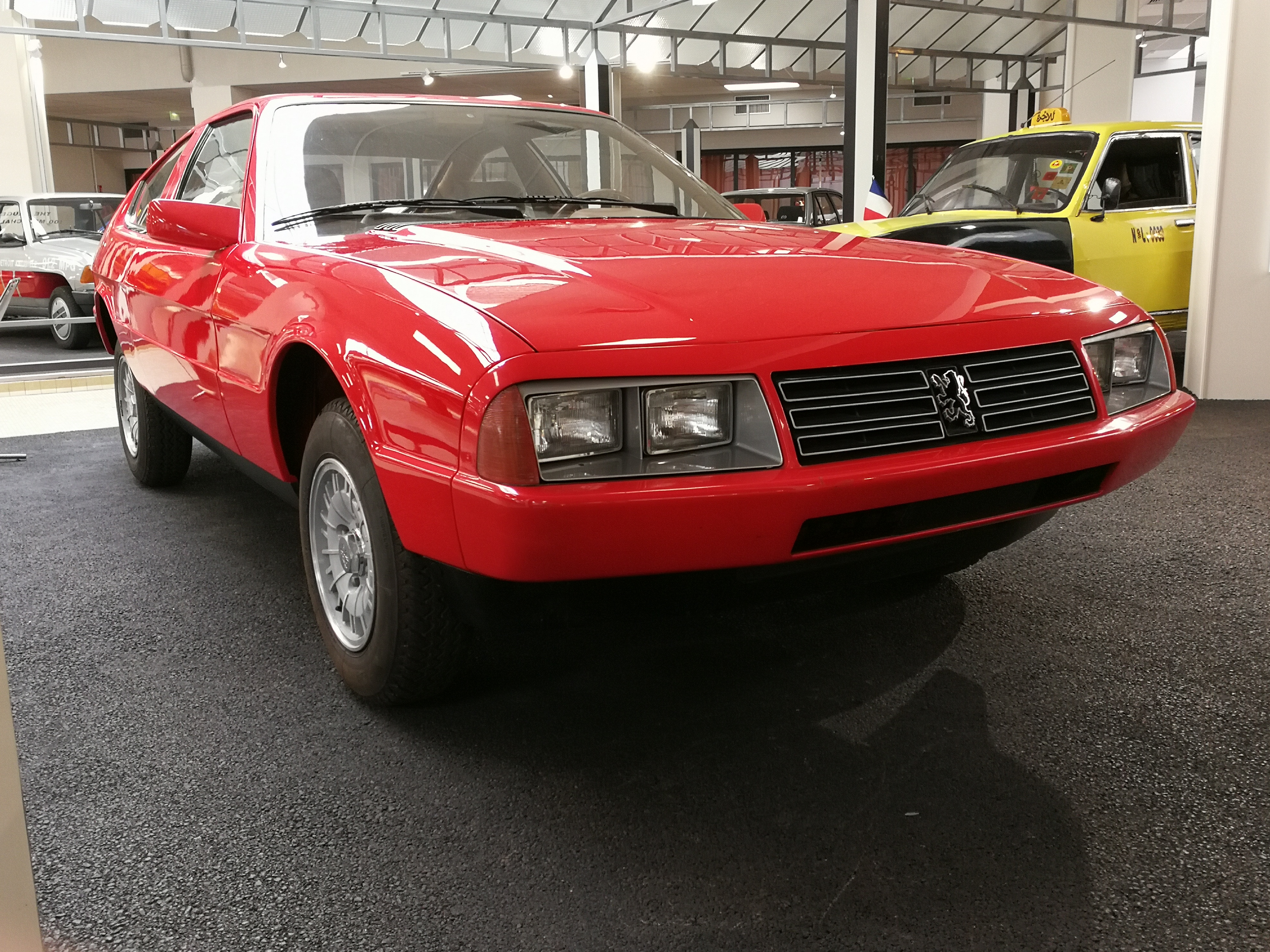
Peugeot 504 Coupé Sport USA.

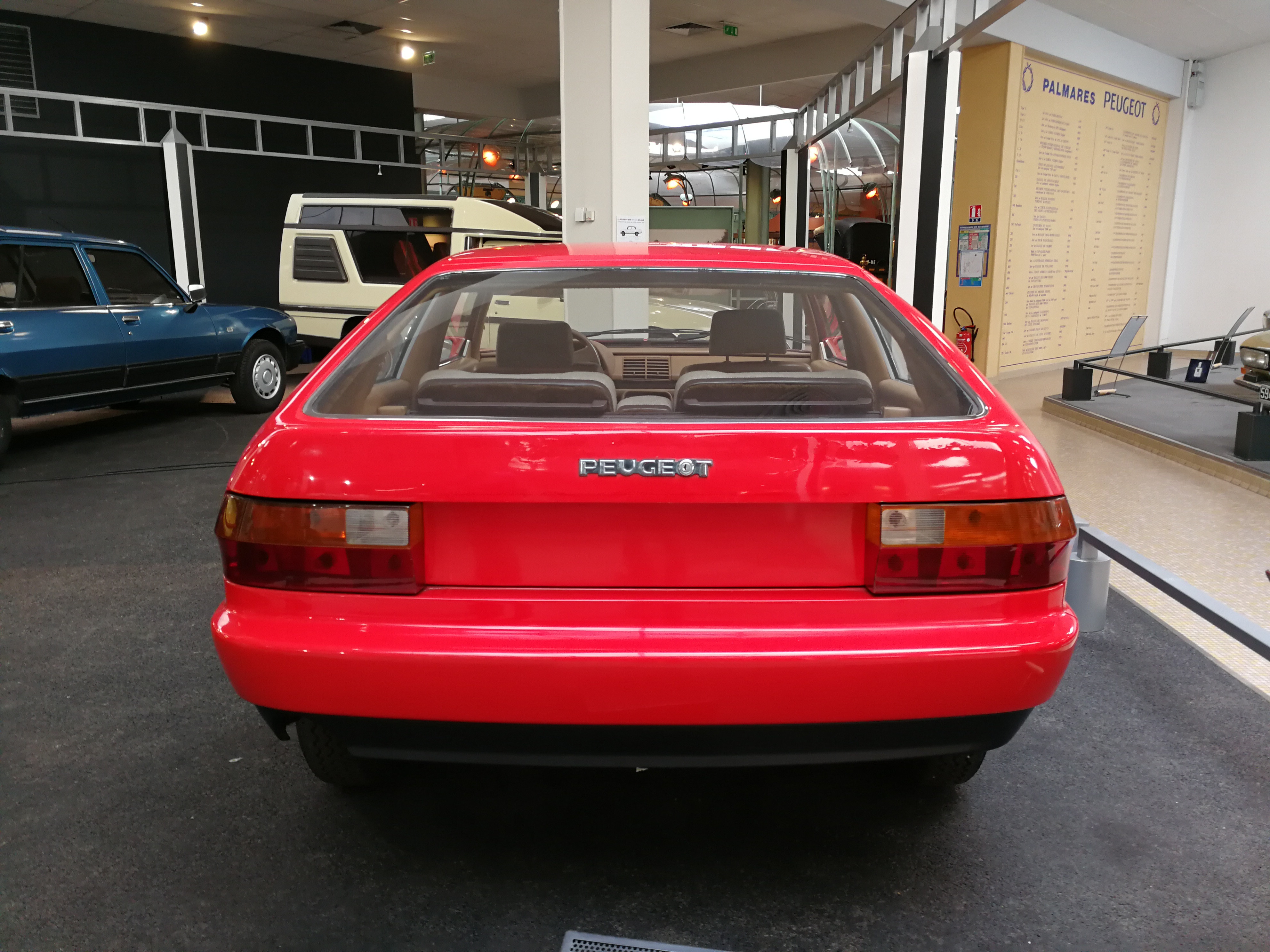
Vue arrière.

Du nom de code "projet E27", ce coupé a été conçu et destiné à être commercialisé aux États-Unis en mars 1982, mais "les difficultés financières de Peugeot et la part trop grande du risque sur le marché US conduisirent à l'abandon du projet E27". Ce coupé doit son dessin à Pininfarina, et est équipé d'un V6 à injection de 121 chevaux ou d'un 2.2 litres turbo compressé de 165 chevaux. Un prototype a pu dépasser la barre des 205 km/h en 1979.

## 504 V6 Targa Caruna
A la demande d'un client, une peugeot 504 V6 cabriolet neuve fut carrossée et préparée par Caruna, en Suisse en 1977. Elle présente la particularité d'avoir un toit amovible (targa). Peinte dans un bi-ton de gris, de nombreux éléments esthétiques ont été modifiés, comme les phares de provenance Fiat et les feux arrière de Ferrari. L'intérieur, peu modifié, reçoit un volant sport en plus d'une sellerie en cuir. Sa carrosserie est légèrement abaissée.

## Palmarès
- Titres
  - Campeonato Argentino de Turismo Nacional (10) en 1970, 1971, 1972, 1973, 1978 (CADAD et ACA) et 1979 (le tout en classe C), puis 1981 (classe D), 1982 (classe 12) et 1983 (classe 3)
  - Campeonato Argentino TC 2000 en 1979 (1re édition)
- Rallye Bandama :
  - 1971 : victoire Peugeot 504 (Neyret-Terramorsi).
  - 1974 : victoire Peugeot 504 TI (Mäkinen-Liddon) (hors WRC).
  - 1975 : victoire Peugeot 504 TI (Consten-Flocon) (hors WRC).
  - 1976 : victoire Peugeot 504 Coupé V6 (Mäkinen-Liddon) (hors WRC - 5 premières places).
  - 1978 : victoire Peugeot 504 Coupé V6 (Nicolas-Gamet) (WRC).
- Rallye du Maroc :
  - 1975 : victoire Peugeot 504 TI (Mikkola-Todt) (WRC).
  - 1976 : victoire Peugeot 504 TI (Nicolas-Gamet) (WRC).
- Rallye Safari :
  - 1975 : victoire Peugeot 504 TI (Andersson-Hertz) (WRC).
  - 1978 : victoire Peugeot 504 Coupé V6 (Nicolas-Lefebvre) (WRC).
- Rallye CODASUR :
  - 1979 (1re édition) : victoire Peugeot 504 (Chasseuil - Todt).
- Tour du Maghreb
  - 1979 (1re édition) : victoire Peugeot 504 V6 Coupé (Renardat).
- Championnat de Côte d'Ivoire :
  - 1977 : victoire Peugeot 504 TI (Adolphe Choteau, 1re édition).
  - 1979 : victoire Peugeot 504 Coupé V6 (Alain Ambrosino).
- Rallye de Suède :
  - 1979 : victoire Peugeot 504 en catégorie Diesel (Trana).
- Rallye de Marseille :
  - 1980 : victoire Peugeot 504 (Lartigue).
- Rallye du Zaïre :
  - 1980 et 1981 : victoire Peugeot 504 Coupé V6 (Ambrosino) (AFR).
- Rallye du Kenya :
  - 1981 : victoire Peugeot 504 Coupé V6 (Ambrosino) (AFR).
- Sno*Drift Rally :
  - 1981 : victoire Peugeot 504 (Perusse).
- Championnat d'Afrique (AFR) :
  - 1984 : victoire Peugeot 504 Pick-up (David Horsey).
- Rallye du Zimbabwe :
  - 1984 : victoire Peugeot 504 Pick-up (Horsey) (AFR).
- Rallye du Ruanda :
  - 1984 : victoire Peugeot 504 Pick-up (Horsey) (AFR).

Autres podiums en WRC:
- 2e rallye du Maroc 1975 (Consten).
- 2e rallye du Maroc 1976 (Lampinen).
- 2e rallye Bandama 1978 (Mäkinen, Coupé V6).
- 3e rallye Safari 1973 (Andersson).
- 3e rallye Bandama 1980 (Ambrosino, Coupé V6 - engagé jusqu'en 1983 (5e)).

Autres podiums:
- 2e rallye du Maroc 1971 (Chasseuil).
- 2e rallye Bandama 1971 (Gérenthon).
- 2e rallye Bandama 1975 (Mäkinen).
- 3e rallye Safari 1970 (Shankland) (IMC);
- 3e rallye Safari 1971 (Shankland) (IMC);
- 3e rallye Bandama 1974 (Pescarolo).
- 3e rallye Bandama 1977 (Guichet).

Soit 10 podiums en mondial pour 5 victoires - meilleur classement constructeurs 5e en 1975, et J.P. Nicolas 2e de la Coupe FIA des pilotes en 1978 (+ Porsche et Toyota.. - victoires avec la voiture dans les 3 compétitions africaines du championnat du monde)
(nb: 2e (Dacremont), 3e (Neyret) et 4e (Cl. Trautmann) du Rallye de la Coupe du Monde 1974, et 3e du Rallye-marathon Londres-Sydney 1993 (Kirkland); Bert Shankland, importateur Peugeot pour la Tanzanie, fut quant à lui 4e du Rallye Safari en 1976)

## Hommage

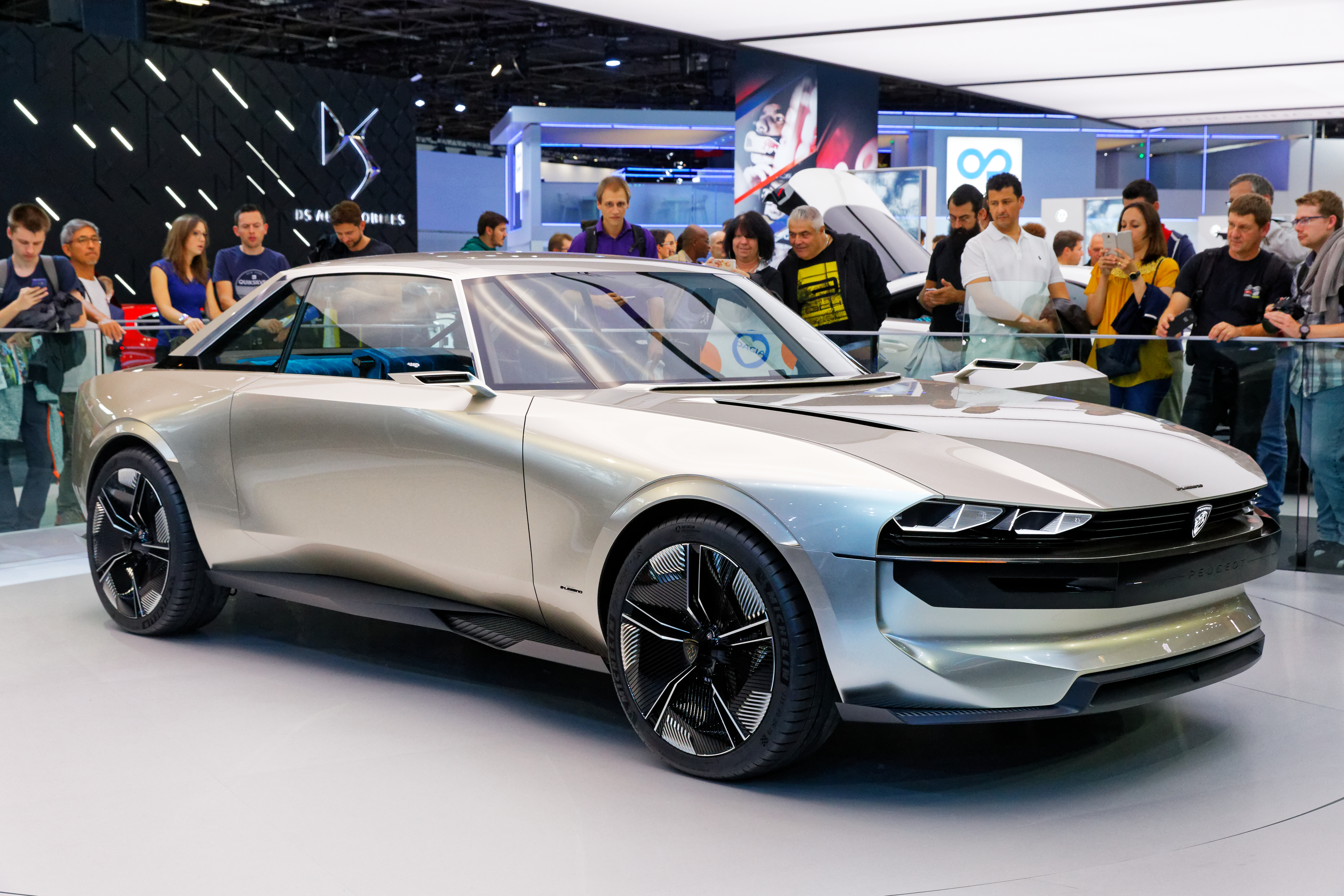
La Peugeot e-Legend au Mondial de l'automobile de Paris 2018.

En 2018, à l’occasion des 50 ans du Coupé 504, Peugeot lui rend hommage avec son concept-car e-Legend.

## Dans la culture populaire

### Cinéma
- Il faut tuer Birgitt Haas (1981)
- 36 quai des Orfèvres (2004)
- Coexister (2017)
- Le Lion (2020)

### Télévision
- Chérif (2013-2019), le capitaine de police roule en Peugeot 504 V6 coupé. La voiture est visible dans le générique de la série et dans chaque épisode.
- Nestor Burma le détective de Léo Mallet conduit une Peugeot 504 cabriolet noire de 1971[10].
- Dans la série télévisée Polar Park, la voiture de l'écrivain David Rousseau est une Peugeot 504 cabriolet blanche.

### Jeux vidéo
- Scarface: The World Is Yours (2006), la Mercutio est fortement inspirée de la 504 Coupé.
- Sébastien Loeb Rally Evo (2016)